# فرزاد ناظم
فرزاد ناظم یا زاد ناظم کارآفرین ایرانی-آمریکایی است.

## زندگی و تحصیلات
فرزاد ناظم در سال ۱۳۴۰ در تهران متولد شد. تحصیلات متوسطه را در دبیرستان البرز گذراند و برای ادامهٔ تحصیل به ایالات متحده مهاجرت کرد. در آمریکا او موفق به اخذ مدرک کارشناسی ارشد در رشتهٔ علوم رایانه از دانشگاه ایالتی پلی‌تکنیک کالیفرنیا شد.

## فعالیت‌های شغلی
مهندس فرزاد ناظم فعالیت‌های شغلی خود را در سال ۱۳۶۴ با کار در SYDIS و Rolm آغاز نمود. به زودی به شرکت اوراکل پیوست و طی ۱۰ سال کار در این شرکت، توانست در نقش‌هایی چون معاون رسانه‌ای و معاون ارشد بخش وب سرور ظاهر شود. همچنین به عنوان یکی از اعضای مدیریت کمیتهٔ فروش محصولات فعالیت داشت.
فرزاد سپس در ۱۳۷۵ به یاهو پیوست. به مدت ۱۱ سال مدیر فنی شرکت یاهو بود و به این ترتیب یکی از طولانی‌ترین دوره‌های ابقا در سمت مدیریت در آن شرکت را دارا است. وی در ۱۳۸۶ از مقامش در یاهو کناره‌گیری نمود.

## دوره فعالیت در یاهو
در مارس ۱۹۹۶ فرزاد ناظم به یاهو پیوست و به عنوان یكی از اعضای اصلی مهندسی شبكه ی این سایت مشغول به كار شد. در كمتر از یك سال بنا به تشخیص مدیران یاهو، ناظم به بخش فنی سایت منتقل شد و در كمتر از یك ماه این بار نیز توانست با تخصص خود مدیریت آن بخش را بر عهده گیرد. در این سمت، فرزاد ناظم مسئولیت رسیدگی به كلیه ی امور مربوط به فعالیت های سایت، ارائه ی خدمات و مسائل فنی آن را بر عهده داشت.
چند سال بعد یعنی در ژانویه سال ۲۰۰۲ اخبار رسمی حكایت از سمت جدید مهندس ناظم در سایت یاهو داشت. در این تاریخ او مسئولیت نهایی فنی این سایت را برعهده گرفت و فعالیت قبلی خود را گسترده تر ساخت. در این سمت، او با به‌کارگیری تیم های تخصصی قوی كه اكثراً زیر نظر خود او آموزش دیده بودند، سعی دارد تا با تمام توان یاهو را به عنوان قدرت اول دنیای اینترنت به كاربران بشناساند و در این مسیر از هیچ تلاش علمی و تخصصی دریغ نمی نماید.
نكته جالب در مورد فعالیت های او در این بخش این است كه قصد دارد تنها با كمك تیم های تخصصی خودش و نه دخالت سرمایه گذاران مختلف، این راه را به مقصد برساند و عقیده دارد كه دخالت دیگران كه از تخصص كافی برخوردار نیستند سبب كاهش سرعت رشد خواهد شد. این باور فرزاد ناظم اگر چه به مذاق بسیاری از حامیان مالی سایت خوشایند نبوده اما روحیه ی ایرانی و خستگی ناپذیر این مدیر شایسته باعث شده تا همچنان مدیران یاهو از فرزاد ناظم به طور كامل حمایت نمایند. این حمایت ادامه داشت تا زمانی كه خود ناظم یاهو را ترك كرد.

## ثروت
نشریهٔ فورچون در ۱۳۸۲ فرزاد ناظم را با ثروتی در حدود ۳۰۰ میلیون دلار، به عنوان چهاردهمین ثروتمند ایرانی در جهان معرفی کرد.
همچنین پس از خاتمهٔ اختیاری فعالیت ناظم در یاهو، برای قدردانی از زحمات او پاداشی ۹ میلیون و ۶۰۰ هزار دلاری در نظر گرفته شد.